# Зіманду-Ноу
Зіманду-Ноу (рум. Zimandu Nou) — село у повіті Арад в Румунії. Адміністративний центр комуни Зіманду-Ноу.
Село розташоване на відстані 420 км на північний захід від Бухареста, 14 км на північний схід від Арада, 59 км на північ від Тімішоари.

## Населення
За даними перепису населення 2002 року у селі проживали 1509 осіб.
Національний склад населення села:
| Національність | Кількість осіб | Відсоток |
| -------------- | -------------- | -------- |
| угорці         | 882            | 58,4%    |
| румуни         | 606            | 40,2%    |
| цигани         | 9              | 0,6%     |
| українці       | 5              | 0,3%     |

Рідною мовою назвали:
| Мова      | Кількість осіб | Відсоток |
| --------- | -------------- | -------- |
| угорська  | 883            | 58,5%    |
| румунська | 614            | 40,7%    |